# 唯一者及其所有物

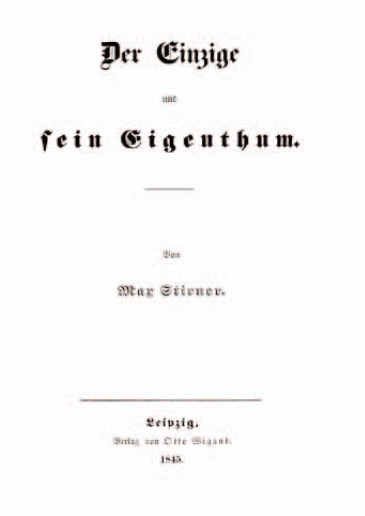
唯一者及其所有物

《唯一者及其所有物》（德語：Der Einzige und sein Eigentum）是德国哲学家麦克斯·施蒂纳1844年的作品。这部作品在一方面进行了对于基督教与传统道德的后黑格尔式批判；而在另一方面也批判了人文主义、功利主义、自由主义，以及在当时蓬勃发展的社会主义运动。与这些运动相反，它提倡了一种非道德（而非不道德或反社会的）的利己主义哲学。这部作品被认为对无政府主义、存在主义、虚无主义和后现代主义的发展有着深远的影响。  
在2010年，约翰·F·威尔士为这部作品中施蒂纳的思想提出了“辩证利己主义”一词，以此来强调它与日常用语中带有负面与贬义含义的利己主义一词的区别。